# 山形氏 (地下家)
山形氏（やまがたし）は、平安時代から江戸時代にかけての武家・地下家。
江戸時代には下北面を務めた。

## 出自
山形氏は藤原秀郷の末裔である佐藤氏の一族であるとされる。『地下家伝』の系譜は佐藤季清から始まる。季清の子・佐藤康清は山形左衛門尉を称したとされる。康清の子は佐藤憲清（西行）で、鳥羽院の北面武士であった。憲清の子は俊宗で、山形左衛門尉を称した。
山形氏の系譜は、南北朝時代の山形宗仲から戦国時代の山形光秀までが不明である。『実隆公記』には、文明7年（1475年）に殺害された山形三郎兵衛尉勝宗・三郎右衛門尉満宗親子が見える。
山形氏は日野氏侍を務めたことから、同じく日野氏侍の松波氏と婚姻関係があった。そのため、木下聡は山形氏の庶流であった山形基宗（長井新左衛門尉の父、斎藤道三の祖父）が山形満宗の死後に山形氏が一時断絶したか何かで山形姓を名乗るのを憚り、関係のある松波姓を名乗ったという可能性を指摘している。